# Alan Huckle

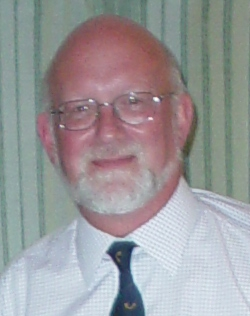
Alan Huckle

Alan Edden Huckle (nascido em 15 de Junho de 1948) é um administrador colonial britânico. Ele foi comissionário do Território Britânico do Oceano Índico e do Território Antártico Britânico de 2001 a 2004, quando deixou o cargo para ser governador de Anguilla, no Caribe. Ele foi Governador de Anguilla de 28 de Maio de 2004 a Julho de 2006, sendo nomeado para governador em Julho de 2003.
Em Julho de 2005, foi anunciado que Huckle deixaria Anguilla para ser governador de um território britânico além-mar, as Ilhas Falkland e comissionário das Ilhas Geórgia do Sul e Sandwich do Sul, todas localizadas no Atlântico Sul. Ele foi sucedido em Anguilla por Andrew George, em 10 de Julho de 2006. Ele foi sucedido em as Ilhas Falkland por Nigel Haywood, em 16 de outubro de 2010.